# アバス・ラワル
アバス・ムイワ・ラワル（Abass Muyiwa Lawal、1980年9月13日 - ）は、ナイジェリア・イバダン出身の元サッカー選手、元サッカー指導者。現役時代のポジションはミッドフィールダー。

## 経歴
ナイジェリアでプレーしていた1997年にアトレティコ・マドリードによって引き抜かれ、Bチームでキャリアをスタートさせた。2000年12月10日、セグンダ・ディビシオンのセビージャFC戦にて、後半5分にトニ・ムニョスとの途中交代でトップチームデビューを果たした。その後はCDレガネスやアルバセテ・バロンピエといったクラブでプレーするが、2006年に中東のクラブへ移籍してからはスペインへ戻ることなくキャリアを終えている。